# 原爆ぶらぶら病
原爆ぶらぶら病（げんばくぶらぶらびょう）は原爆症の後障害のひとつ。

## 症状、概要
体力・抵抗力が弱く、疲れやすい、身体がだるい、などの訴えが続き、人並みに働けないためにまともな職業につけない、病気にかかりやすく、かかると重症化する率が高いなどの傾向をもつとされる。
広島市への原子爆弾投下後、市民のあいだで名付けられ、医師の肥田舜太郎が被爆患者の臨床経験をもとに研究してきた。肥田によると、当時よく呼ばれていた"ぶらぶら病"の状態が続き、医師に相談していろいろ検査を受けてもどこも異常がないと診断され、仲間や家族からは怠け者というレッテルを貼られたつらい記憶をもつ者が少なくないという。
ぶらぶら病についての証言は、広島原爆投下時に宇品港の近くにいた岸本久三の言葉として、「広島でも“ブラブラ病”と言うとったんですか。そういえば語感がぴったりですねえ。私もこの原因不明の病気にやられてから仕事もすっかりやめ、毎日家にごろごろしているんですが、近所の人たちから“なまけ者”と言われているような気がして…」十数年前からの倦怠感、四、五年前からの痛み、吐き気を呈し、「医者も原因不明だというんです。名護の保健所で手に負えず、那覇では胃が悪いといわれて、とうとう開腹手術までやりましたが、結局、胃は異常なし。次は神経科へ回されまして……ノイローゼだろうということなんでしょうが。この痛みはだれにもわかってもらえません。」（一部略）「表面はじょうぶそうに見えるから、かえっていけない。手か足に傷でもあるほうが、世間の人にはよくわかってもらえるのに…」―狭い村のなかで岸本さんの“ブラブラ病”には、かなり気をつかっている様子だ、との記載がある。
また全身倦怠感、易疲労感を中心とした症候群である「慢性放射能症」、「慢性原子爆弾症」（都築正男、「慢性原子爆弾症について」昭和29年2月『日本医事新報』第1556号所収）と一致、または重複する病態に対する、民間における呼称とも考えられる。
原爆投下時に、いち早く広島に入り原爆症の科学的解明と被爆者の医療および看護の基本方針を明らかにした都築正男教授（東京帝国大学医学部外科学）による報告では「広島および長崎で被爆したが、幸にして死亡を免れて生存し得た人々のうちに、晩発症として、白内障、白血病、再生不能性貧血（原文ママ；再生不良性貧血）等が発生していることは、すでに知られている。しかし、現在最も注目せられることは、私が「慢性原子爆弾症」と名づけることを提唱した病態であって、疲れやすく、根気なく、感冒、下痢などにかかりやすく、生気の乏しい状態を示すものが可なり多いことである。主として、放射能威力による内臓－骨髄、肝、腎、内分泌臓器、生殖腺等―の障害に基く機能不全、乃至機能変歪によるもので、その結果として生活予備力が不足することに基づくものであろうと考えられている。ビキニの灰を被ることによっても、類似の慢性放射能症が惹起せられ、抵抗力の弱いものとなる可能性があると思う。ただし、これ等の慢性症のことは、医学的になお未知の領域に属するものであって、今後、研究の進むと共に、その予防ならびに治療対策も考え得られることと思う。」と記載がある。
1976年10月、日本全国の被爆者らによる「核兵器全面禁止国際条約締結・核兵器使用禁止の諸措置の実現を国連に要請する国民代表団」第二次代表団が国連本部を訪れ提出した全日本民主医療機関連合会「広島・長崎の原爆被害とその後遺―国連事務総長への報告」は、原爆症の後障害のうちでとくに重要と思われるものに「原爆ぶらぶら病」があるとして、実態を詳説している。
日本国外では、"bura bura disease"（ブラブラ ディズィーズ、英語）として知られる。　
内部被曝や低線量被曝が原因との見方があるが、因果関係は立証されていない。原発労働者の倦怠感、湾岸戦争から帰還したアメリカ兵の"湾岸戦争症候群"、米国の大気圏核実験で被曝したアメリカ兵や、チェルノブイリ原子力発電所事故被災者に、症状が共通しているとの指摘もある。さらに、アメリカ合衆国・ロシアなど旧ソ連諸国・中国のように、核実験場・原爆製造工場・原子力発電所がある国にはこの症状を有する者がいるが、どの国も医療者も、一貫してその存在を否定している、ともいわれる。